# Bobina de inducción

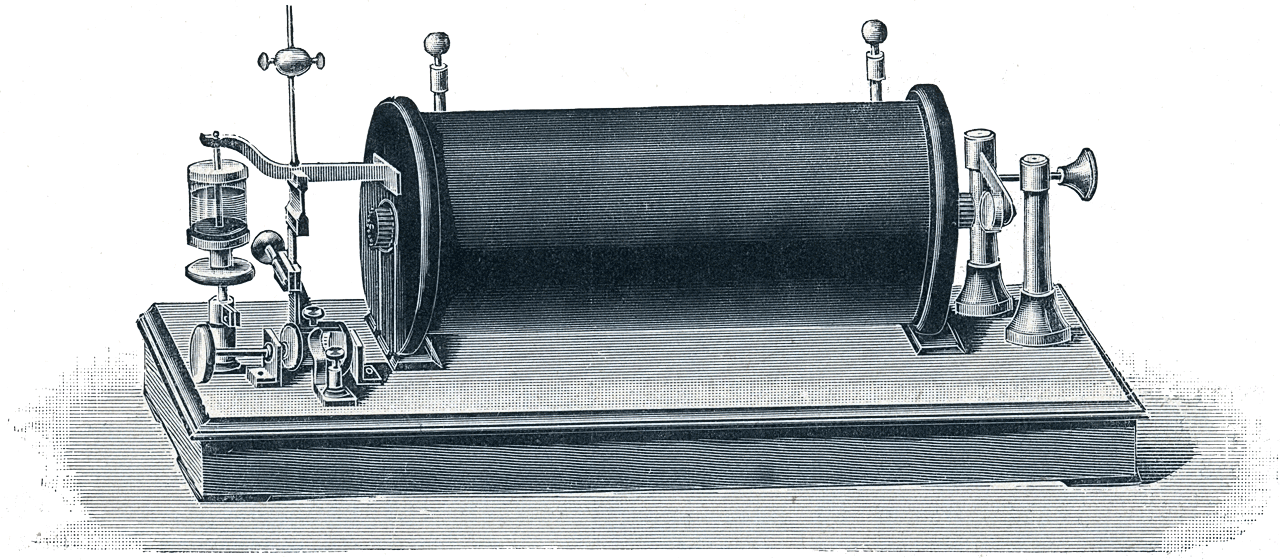
La bobina de inducción de Ruhmkorff

La bobina de inducción (antiguamente llamada bobina de Ruhmkorff por Heinrich Daniel Ruhmkorff) es un tipo de transformador eléctrico que permite generar pulsos de alta tensión, a partir de una fuente de corriente continua de baja tensión. Para crear los cambios de flujo necesarios para inducir tensión, la corriente directa en la bobina del primario era interrumpida periódicamente a través de un contacto mecánico conocido como oscilador. Inventada en 1836 por Nicholas Callan, y mejorado por Charles Grafton Page y William Stanley ; fue el primer tipo de transformador. En los años 1880 a 1920, la bobina de inducción se usó ampliamente en máquinas de rayos x, transmisores de radio a chispa, lámparas de arco, y dispositivos médicos de electroterapia. Actualmente se usan generalmente como bobinas de encendido en motores de combustión interna y en clases de física para demostrar el fenómeno de inducción. 

## Funcionamiento

Diagrama esquemático

El principio de la bobina de Ruhmkorff es el de un transformador elevador de tensión constituido de un bobinado primario P y de un bobinado secundario S. El primario está hecho de unas decenas de vueltas de hilo de cobre aislado de un diámetro bastante grueso (del orden de un milímetro) en tanto que el secundario está constituido de varias decenas, incluso centenas de millar de vueltas de hilo muy fino (algunas décimas de milímetro). Los dos bobinados están enrollados alrededor de un núcleo magnético M formado por hilos de hierro dulce reunidos en haces. El hecho de dividir el núcleo permite limitar las pérdidas por corriente de Foucault. Las espiras del bobinado secundario deben ser cuidadosamente aisladas para evitar la quema del bobinado por sobretensión. 
Si el primario P es recorrido por una corriente variable (producida a partir de la corriente continua procedente de un acumulador controlada por el oscilador mecánico A) la variación del campo magnético induce en el secundario S una tensión en la que el valor es proporcional a la relación entre el número de vueltas de S respecto al número de vueltas de P. Esta relación de transformación es muy grande para la bobina de Ruhmkorff, lo que permite obtener tensiones de varios kilovoltios. Al cortarse la corriente (abertura del circuito primario) es cuando la tensión inducida es más elevada y produce una chispa entre los bornes esféricos situados en G.
La formación de la chispa se traduce en la producción en el circuito de una serie de oscilaciones eléctricas amortiguadas cuyo período fue calculado en 1853 por William Thomson. Esta descarga oscilatoria se acompaña de la emisión de ondas electromagnéticas que fueron estudiadas por Heinrich Rudolf Hertz en 1887.
Una forma en que se evaluaba la potencia de estos dispositivos era mediante la máxima longitud de la chispa que era capaz de formarse entre los electrodos (desde unos pocos milímetros en los primeros dispositivos, hasta más de un metro en la bobina de Alfred Apps de 1877 (ver más abajo).

## El oscilador
Para producir chispas permanentemente, fue suficiente para Ruhmkorff controlar el paso de la corriente que circula por el primario con la ayuda de un oscilador, un sistema interruptor puesto a punto por el alemán Christian Ernst Neef. El principio es el mismo que el del timbre electromagnético:
- Primer tiempo: la corriente suministrada por el acumulador B pasa por el contacto K y atraviesa la bobina P.
- Segundo tiempo: un campo magnético se forma en el núcleo, que se comporta entonces como un imán, y atrae el relé A fijo en el extremo de una lámina resorte, sujeta a un punto fijo.
- Tercer tiempo: la lámina se separa del contacto K y la circulación de la corriente en el primario se interrumpe bruscamente. La chispa del pico de corriente de ruptura es absorbida por el condensador C. El campo magnético en el núcleo desaparece.
- Cuarto tiempo: el relé A ya no es atraído por el núcleo, la lámina del resorte vuelve a cerrar el contacto con K y la corriente puede circular de nuevo.

El tiempo que separa dos cortes del circuito se llama período de corte. Depende de numerosos parámetros (atracción del núcleo, rigidez del resorte, etc.) y puede ser ajustado con la ayuda de un tornillo de reglaje. Es del orden de milisegundos, lo que corresponde a una frecuencia de corte de 1000 Hz.
El añadido del condensador en los bornes del contacto C fue propuesto en 1853 por Hippolyte Fizeau. Los principios descritos aquí son los utilizados por la bobina de encendido de los motores de explosión para producir la chispa en las bujías.

## Emisor radiotelegráfico

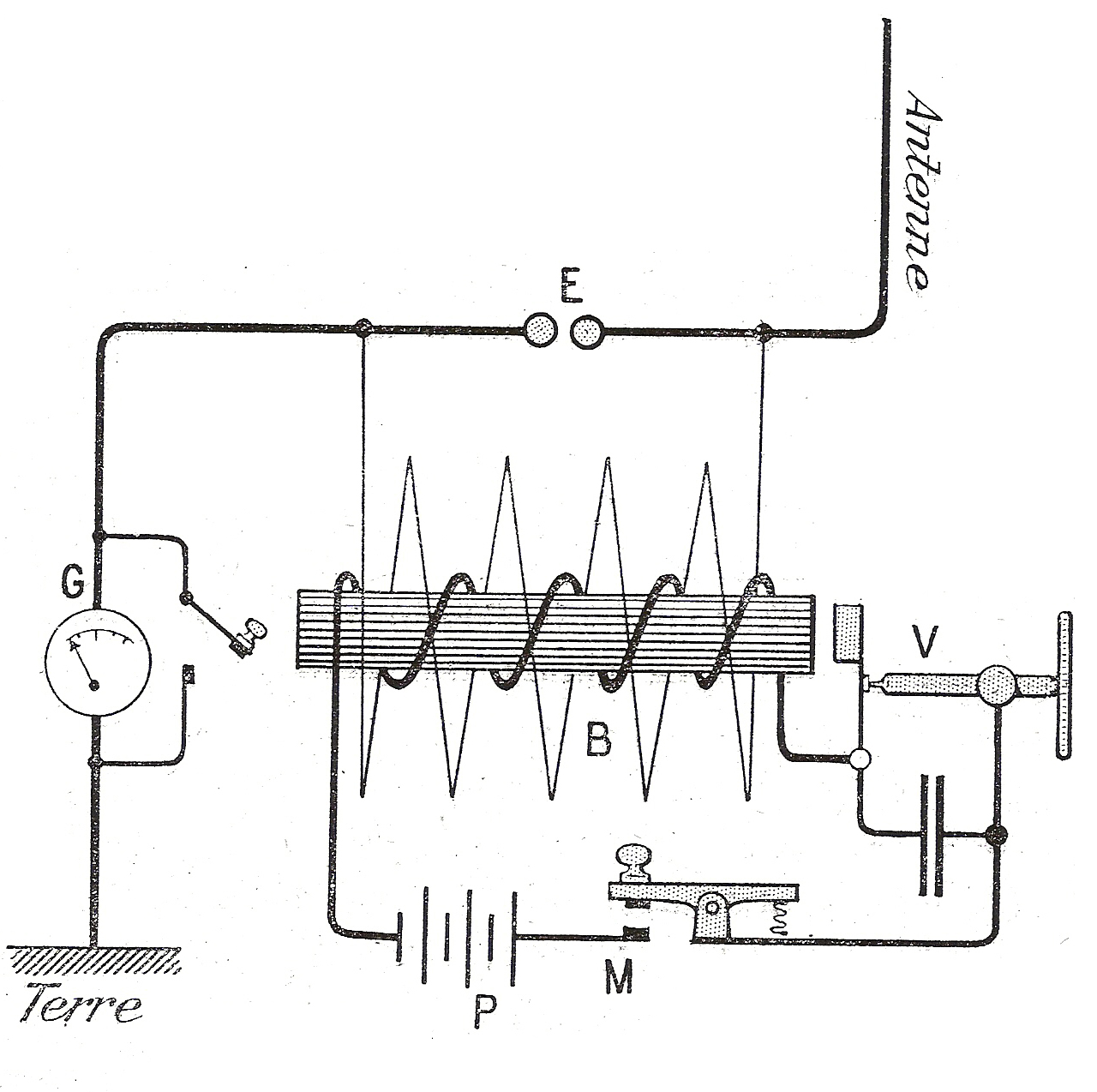
Esquema eléctrico del uso de una bobina de Ruhmkorff en un emisor de radiotelegrafía

Una de las primeras aplicaciones comerciales de la bobina Ruhmkorff fue como emisor radiotelegráfico. Según la teoría de Maxwell, las corrientes de alto voltaje y alta frecuencia son capaces de producir pulsos electromagnéticos que viajan a gran distancia a través del aire. El emisor básicamente es una bobina, en la que uno de los extremos del secundario se conecta a tierra y el otro a una antena. El operador maneja un pulsador idéntico al del telégrafo convencional, con el que genera señales en código Morse, que se recibían en las estaciones receptoras dotadas de las correspondientes antenas. Fue el primer precedente práctico de lo que en pocos años se convertiría en los sistemas de radiodifusión.

## Conectores de mercurio
Las bobinas de inducción modernas que se utilizan para propósitos educativos utilizan la vibración del oscilador mecánico tipo "martillo" descrito anteriormente, con chispas de hasta unos 20 cm. Sin embargo, este sistema era inadecuado para la alimentación de las grandes bobinas de inducción utilizadas en telegrafía sin hilos y generadores de rayos x al inicio del siglo XX. En bobinas de gran potencia, los arcos voltaicos generados en forma de chispas quemaban rápidamente los contactos del oscilador, destruyéndolos. Además, dado que con cada interrupción de la corriente se produce un pulso de tensión en la bobina, una mayor frecuencia del oscilador aumenta la potencia de salida del dispositivo. Los interruptores de martillo no eran capaces de producir más allá de 200 pulsos por segundo, y los que se utilizaban en las bobinas para radiotelegrafía de gran alcance se limitaban a 20-40 pulsos por segundo para alargar la vida del dispositivo.
Por lo tanto, se dedicaron muchas investigaciones a mejorar los sistemas de interruptores del oscilador para los diseños de las bobinas de alta potencia, reservándose los interruptores de martillo para bobinas pequeñas. Léon Foucault y otros inventores desarrollaron interruptores que constaban de una aguja en inmersión alterna dentro y fuera de un contenedor de mercurio. El mercurio se recubría con alguna sustancia para extinguir el arco rápidamente, constituyendo un procedimiento de conmutación más rápido y resistente a la degradación. Estos sistemas a menudo eran impulsados por un electroimán o un motor separado, que permitían ajustar la duración de los ciclos de contacto y de corte para ajustar por separado la corriente primaria.
Las bobinas más grandes utilizaban interruptores electrolíticos o de turbina de mercurio. El interruptor electrolítico o Wehnelt, inventado por Arthur Wehnelt en 1899, consistían en una ánodo formado por una aguja corta de platino inmerso en un electrolito de ácido sulfúrico diluido, con el otro lado del circuito conectado a un cátodo formado por una placa de plomo. Cuando la corriente primaria pasa a través del electrolito, las burbujas de gas hidrógeno formadas en la aguja de platino interrumpían con gran velocidad el circuito. Esta daba lugar a una corriente primaria interrumpida al azar a velocidades de hasta 2000 veces por segundo, siendo en su momento el sistema más utilizado para la alimentación de los tubos de rayos X, con el inconveniente de que producían una gran cantidad de calor, con el problema añadido de que el hidrógeno generado podía explotar. Los interruptores de turbina de mercurio tenían una bomba centrífuga, que proyectaban un chorro de mercurio sobre una pieza giratoria de metal dentada con la que hacía contacto alternativamente. Con este sistema se podían alcanzar hasta 10 000 pulsos por segundo, y fueron el tipo de interruptor más ampliamente utilizado en estaciones de radiotelegrafía.

## Historia

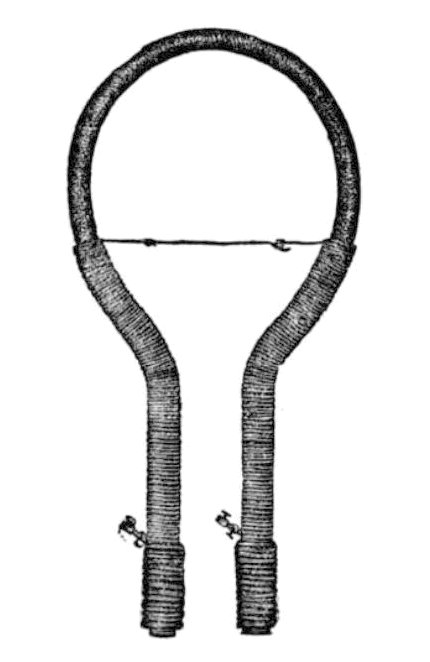
La primera bobina de inducción construida por Nicholas Callan en 1836

La bobina de inducción fue el primer tipo de transformador eléctrico. Durante su desarrollo entre 1836 y 1860, sobre todo por prueba y error, los investigadores descubrieron muchos de los principios que rigen todos los transformadores, como la proporcionalidad entre el número de vueltas de los devanados primario y secundario y la tensión de salida, y el uso de un núcleo de hierro "dividido" para reducir las pérdidas por corrientes de Foucault .
Michael Faraday descubrió el principio de inducción (la ley de Faraday) en 1831 e hizo los primeros experimentos con la inducción entre bobinas de alambre. La bobina de inducción fue inventada por el médico estadounidense Charles Grafton Page en 1836 y, más tarde, de forma independiente por el científico irlandés y sacerdote católico Nicholas Callan el mismo año en el St. Patrick's College, Maynooth y mejorado por William Sturgeon y Charles Grafton Page.
George Henry Bachhoffner y Sturgeon (1837) descubrieron independientemente que un núcleo de hierro "dividido" en alambres independientas reducía las pérdidas de potencia por corrientes de Foucault. Las primeras bobinas tenían interruptores operados manualmente, inventados por Callan y Antoine Philibert Masson (1837). El interruptor automático de "martillo" fue inventado por el Rev. Prof. James William MacGauley (1838) de Dublín, Irlanda, Johann Philipp Wagner (1839), y Christian Ernst Neeff (1847). Hippolyte Fizeau (1853) introdujo el uso del condensador para amortiguar las ondas producidas. Heinrich Ruhmkorff consiguió generar voltajes más altos aumentando en gran medida la longitud del secundario en algunas bobinas utilizando hasta 10 km de alambre, produciendo chispas de hasta 16 pulgadas. A principios de la década de 1850, el inventor estadounidense Edward Samuel Ritchie introdujo la construcción del secundario dividido para mejorar el aislamiento de la bobina de inducción. Callan fue nombrado IEEE Milestone en 2006.
Las bobinas de inducción se utilizan para proporcionar alta tensión en sistemas de descarga eléctrica en gases, en el tubo de Crookes y en otras investigaciones de alto voltaje. También fueron utilizados en física recreativa (iluminación con tubos de Geissler, por ejemplo) y para bobinas de Tesla y para los rayos de luz violeta utilizados en pseudomedicina. Fueron utilizadas por Hertz para demostrar la existencia de las ondas electromagnéticas, como predijo James Maxwell; y por Lodge y Marconi en la primera investigación sobre las ondas de radio. Su principal uso industrial fue probablemente el origen de los transmisores de radiotelegrafía y la alimentación de los primeros equipos de rayos X desde 1890 hasta la década de 1920, tras lo cual fueron suplantados en estas dos aplicaciones por los transformadores de corriente alterna y los tubos de vacío. Sin embargo, su uso más extendido ha llegado a ser en las bobinas de ignición en los motores de explosión interna en los que todavía se utilizan, a pesar de que los contactos del interruptor se sustituyen ahora por interruptores electrónicos. Una versión más pequeña se utiliza para activar los faros xenón utilizados en cámaras y luces estroboscópicas.

## En la cultura popular
- Es el aparato empleado en Viaje al centro de la tierra de Julio Verne para tener luz bajo tierra.